# Åderförkalkning

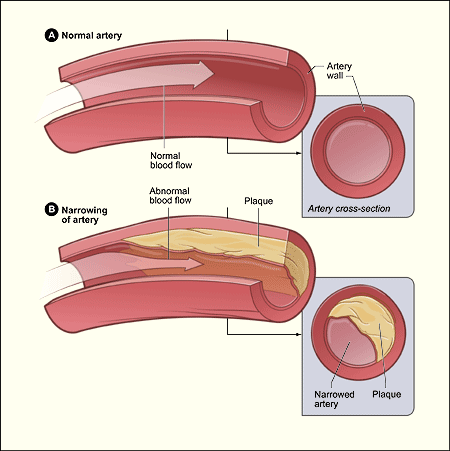
Diagram över artär utan respektive med aterosklerotiskt plack.

Ateroskleros, även kallat åderförfettning och åderförkalkning, är en progressiv sjukdom med förträngning i artärernas väggar, som blir tjockare och förlorar i rörlighet. Det finns ingen heltäckande förklaring till hur tillståndet uppstår, men lågdensitetslipoproteiner (LDL) har en viktig roll. Sjukdomen har stor geografisk skillnad i incidens, exempelvis är hjärtsjukdom orsakad av ateroskleros åtta gånger vanligare i Sverige än i Japan. Denna variation är beroende av såväl genetiska faktorer som livsstilsfaktorer.

## Riskfaktorer
Betingelserna för åderförkalkning uppstår ofta redan i ungdomen. De mest centrala riskfaktorerna är genetiska betingelser, hyperkolesterolemi, hypertoni, rökning, diabetes mellitus och inflammation.

## Uppkomstmekanism
Ateroskleros är en sorts arterioskleros. Arterioskleros är en generell term som syftar till en förtjockad kärlvägg och en minskad elasticitet.
Mekanismen för hur arterioskleros uppkommer är inte helt klarlagd. Mycket tyder dock på att LDL-kolesterol har en central roll i sjukdomens utveckling. Vid hög oxidativ stress (fria radikaler) och höga nivåer av LDL-kolesterol kan LDL-kolesterol i blodet reagera med de fria syreradikalerna och därmed genomgå oxidation.
Oxiderat LDL-kolesterol, samt ooxiderat kolesterol, läcker ut i kärlväggen där de tas upp av makrofager vilket gör dem till så kallade skumceller, celler med små fettdroppar i sin cytoplasma. Dessa ger upphov till en kronisk inflammatorisk reaktion i kärlväggen vilken manifesteras i uppkomst av de karaktäristiska placken. Dessa minskar kärlets diameter, vilket i sin tur ökar kärlresistansen varpå blodflödet genom kärlet minskar. Under omständigheter med kraftiga påfrestningar på placket kan detta spricka eller gradvis eroderas. När blodet då kommer i kontakt med plackinnehåll bildas en blodpropp inuti kärlet vilket ger ett i det närmaste totalt upphävt blodflöde och risk för död av vävnader som därmed förlorar sin energitillförsel, en infarkt.

## Komplikationer
Ateroskleros kan leda till många allvarliga komplikationer, beroende på vilket målorgan som drabbas. Några komplikationer är kärlkramp (angina pectoris), fönstertittarsjukan, hjärtinfarkt, stroke och TIA.